# NK Zmaj Zmajevac
Nogometni klub Zmaj Zmajevac hrvatski je nogometni klub iz Zmajevca.
Trenutačno se natječe u 3. ŽNL Osječko-baranjska NS Beli Manastir.